# Aphneope
Aphneope är ett släkte av skalbaggar. Aphneope ingår i familjen långhorningar.
Kladogram enligt Catalogue of Life:
| Aphneope | \| \| Aphneope quadrimaculata \| \| \| \| \| \| Aphneope sericata \| \| \| \| |
|          | \| \| Aphneope quadrimaculata \| \| \| \| \| \| Aphneope sericata \| \| \| \| |
|          | Aphneope quadrimaculata                                                       |
|          |                                                                               |
|          | Aphneope sericata                                                             |
|          |                                                                               |